# Центральний канал (Франція)
Центральний канал (фр. Canal du Centre) — судноплавний канал у Франції, у департаменті Сона і Луара. Також відомий як канал Шароле́ (canal du Charolais).
Сполучає річку Сона (біля міста Шалон-сюр-Сон) з найбільшою річкою Франції — Луарою (біля міста Дігуен). Довжина каналу становить 112,1 км (за іншими даними — 127 км), на каналі споруджено 61 шлюз..